# Buteo solitarius
La poiana delle Hawaii (Buteo solitarius Peale, 1848), detta Io in lingua hawaiiana, è un rapace della famiglia degli Accipitridi, endemico delle Hawaii.
Questo uccello è l'unica specie di rapace dell'intero arcipelago e nidifica solo sull'isola di Hawaii sugli alberi di `ohi'a lehua.

## Descrizione
La poiana delle Hawaii misura 40–45 cm circa di lunghezza; la femmina è sempre più grande del maschio.
Presenta due fasi di colore: una fase scura (testa, petto e sottoala di color bruno scuro) e una fase chiara (testa scura e petto e sottoala chiari). Le zampe sono verdastre nei giovani e giallastre negli adulti.

## Biologia
Si tratta di un uccello solitario e territoriale per la maggior parte dell'anno.
Questi animali sono predatori molto versatili ed opportunisti: la poiana tende ad aspettare le prede da una postazione abituale di caccia, ma può indifferentemente cercare le sue prede (roditori, insetti, piccoli uccelli) in volo. Sono volatori infaticabili.
Il loro richiamo è un verso stridulo che suona come un "iiih-oh", dal quale deriva il loro nome hawaiiano; durante il periodo della nidificazione, che va da marzo a settembre, questi animali divengono molto chiassosi.
DI solito, viene deposto un unico uovo; è la femmina a covare per la maggior parte dei 38 giorni dell'incubazione, mentre il maschio va a caccia.
Dopo la schiusa, la femmina non permette al maschio di avvicinarsi al nido, eccetto per portare il cibo.
Dopo 6-8 settimane nel nido, il pulcino è pronto per l'involo: arrivano all'involo il 60-70% dei nidiacei.

## Curiosità
La poiana delle Hawaii era un simbolo reale nelle leggende locali; oltre al nome Io, i nativi la chiamano anche "`Lolani" o "falco esaltato".

## Conservazione
La specie è protetta negli Stati Uniti e classificata come Prossimo alla minaccia (NT) dall'IUCN. Inoltre la specie è inserito nella appendice II della CITES.